# 方守贤
方守贤（1932年10月28日—2020年1月19日），男，安徽太平人，生于上海，中国加速器物理学家，中国科学院高能物理研究所研究员、前所长，北京正负电子对撞机国家实验室主任，中国科学院数学物理学部主任。

## 生平
1955年毕业于复旦大学。1991年当选为中国科学院学部委员（院士）。
2020年1月19日病逝，享年87歲。